# 25 Pułk Piechoty (PSZ)
25 Pułk Piechoty (25 pp) – oddział piechoty Polskich Sił Zbrojnych w ZSRR.

## Formowanie i zmiany organizacyjne
Z dniem 10 stycznia 1942 dowódca 9 Dywizji Piechoty wydał rozkaz organizacyjny nr 1, na jego podstawie wskazano wstępną obsadę dowódczą i strukturę organizacyjną dywizji. Jako jeden z dwóch pułków piechoty dywizji powołano 25 pułk piechoty, wyznaczono dowódcę ppłk. Piotra Peruckiego, a jako zawiązek wydzielono oficerów, podoficerów i kilkudziesięciu szeregowców z 6 Dywizji Piechoty w Tockoje.

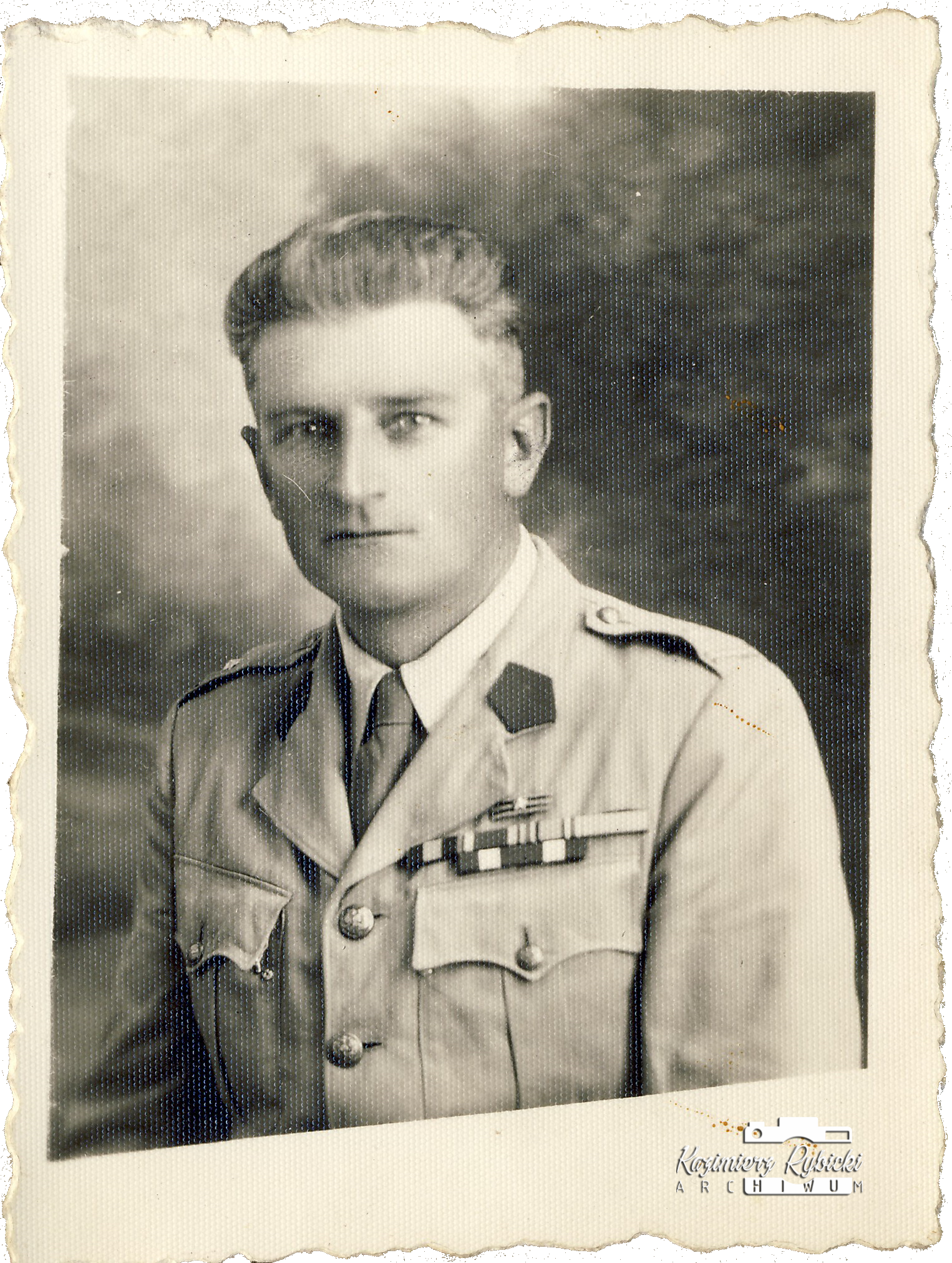
Mjr Kazimierz Zygmunt Rybicki. Powstaniec wielkopolski 1918/1919, żołnierz Wojska Polskiego 1920-1939 oraz Polskich Sił Zbrojnych na Zachodzie 1941-1945. W 1942 r. był pełniącym obowiązki dowódcy i zastępcą dowódcy 25 Pułku Piechoty.

W dniach 13 - 20 stycznia 1942 roku zalążek pułku przybył transportem kolejowym do miejscowości Margełan na terytorium Uzbeckiej Socjalistycznej Republiki Radzieckiej. Jako miejsce formowania pułku wskazano miejscowość Gorczakowa (7 km od Margełan). Pod koniec stycznia rozpoczęto przyjmowanie ochotników i poborowych oraz formowanie pułku. Oddział był organizowany według etatów brytyjskich. Równocześnie z napływem wcielanych żołnierzy wybuchła epidemia tyfusu plamistego. W okresie lutego i marca w pułku prowadzono pracę organizacyjną, wcielano poborowych i starano się poprawić warunki sanitarno-epidemiologiczne i żywnościowe. W pełni umundurowano stan osobowy, natomiast nie otrzymano żadnego uzbrojenia i wyposażenia. Proces formowania nie został zakończony.
W ramach I ewakuacji Armii Polskiej, 25 pułk piechoty poprzez Krasnowodzk 24 marca 1942  został przewieziony drogą morską do Pahlevi w Iranie. Następnie w maju przewieziono pułk do Palestyny, tam zwolniono ze służby żołnierzy starszych wiekiem i niezdolnych do służby. W Palestynie 25 pułk rozwiązano, a z pozostałych żołnierzy sformowano 2 Brygadę Strzelców Karpackich.

## Żołnierze pułku
- Dowódca pułku – ppłk piech. Piotr Perucki (do V 1942[4] → dowódca 4 bsk)
- p.o. dowódcy pułku – mjr Kazimierz Zygmunt Rybicki (10 I – 1 III 1942[5])
- Zastępca dowódcy pułku – mjr Kazimierz Zygmunt Rybicki (1 III – 9 V 1942[4][5])
- Dowódca I batalionu – kpt. Stefan Bobrowski[4]
- Dowódca II batalionu – kpt. Artur Bronisław Dubeński[4] → zastępca dowódcy 4 bsk